# Planícies Interiores

As Planícies Interiores a vermelho.

As Planícies Interiores são uma vasta região fisiográfica que se estende ao longo do cráton Laurentia da América do Norte.